# فرانز شوه
فرانز شوه هو سباح نمساوي، ولد في 15 مارس 1891 في فيينا في النمسا، وتوفي في 2000.

## روابط خارجية
- فرانز شوه على موقع اللجنة الأولمبية الدولية (الإنجليزية)
- فرانز شوه على موقع أوليمبيديا (الإنجليزية)